# Batalha de Azukizaka

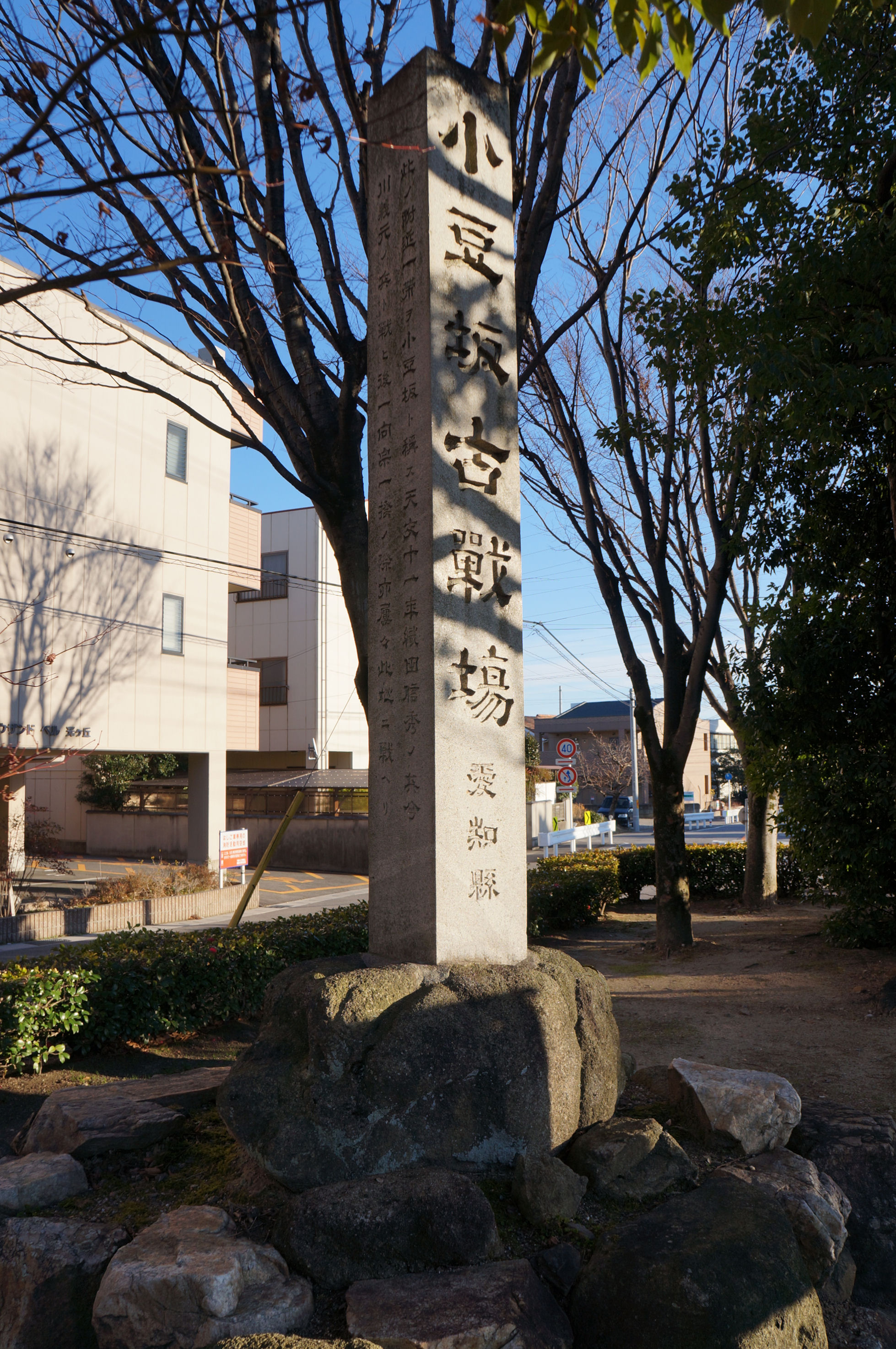
Monolito Memorial da Batalha de Azukizaka - Japão

As batalhas de Azukizaka (1542 e 1564) foram duas importantes batalhas da história japonesa: a primeira ocorrida em 1542, ocorrida entre Oda Nobuhide e Imagawa Yoshimoto; a segunda, ocorrida em 1564, refere-se ao combate entre Tokugawa Ieyasu e os Ikko-Kiki.

## Primeira Batalha de Azukizaka - 1542
Na Primeira Batalha de Azukizaka (em japonês: "小豆 坂 の 戦 い", Azukizaka no tatakai) Oda Nobuhide derrotou Imagawa Yoshimoto,  preparando o terreno para seu filho, Oda Nobunaga, se tornar um dos maiores senhores da guerra do Japão. Apesar da derrota, mais tarde em 1548, Imagawa derrotou Nobuhide na Segunda Batalha de Azukizaka e continuou a expandir seu território até 1560, quando enfrentou Nobunaga e foi morto na Batalha de Okehazama.
Em resposta aos movimentos de Oda para a região de Mikawa Ocidental, Imagawa Yoshimoto moveu suas forças para Ikutahara no 8º mês de 1542. Oda Nobuhide respondeu a isso deixando sua posição no castelo Anjô e cruzando o rio Yahagi assumindo uma posição em Kamiwada, e no dia 10 mês, engajado na batalha em Azukizaka, sudeste do castelo de Okazaki. A vanguarda Imagawa era liderada por um guerreiro chamado Yuhara de Suruga, e Nobuhide foi acompanhado por seus irmãos Nobuyasu, Nobumitsu e Nobuzane. A batalha foi vencida rapidamente pelo lado Oda, com crédito dado a sete Samurais, conhecidos como as "Sete Lanças de Azukizaka".
Durante a Primeira Batalha de Azukizaka em 1542, sete dos homens de Oda Nobuhide se destacaram tanto que se tornaram conhecidos como as "Sete Lanças de Azukizaka" (小豆 坂 七 本 槍). Os sete Samurais eram: Oda Nobumitsu; Oda Nobufusa; Okada Shigeyoshi; Sassa Masatsugu; Sassa Magosuke; Nakano Shigeyoshi; Shimokata Sadakiyo.

## Segunda Batalha de Azukizaka - 1564

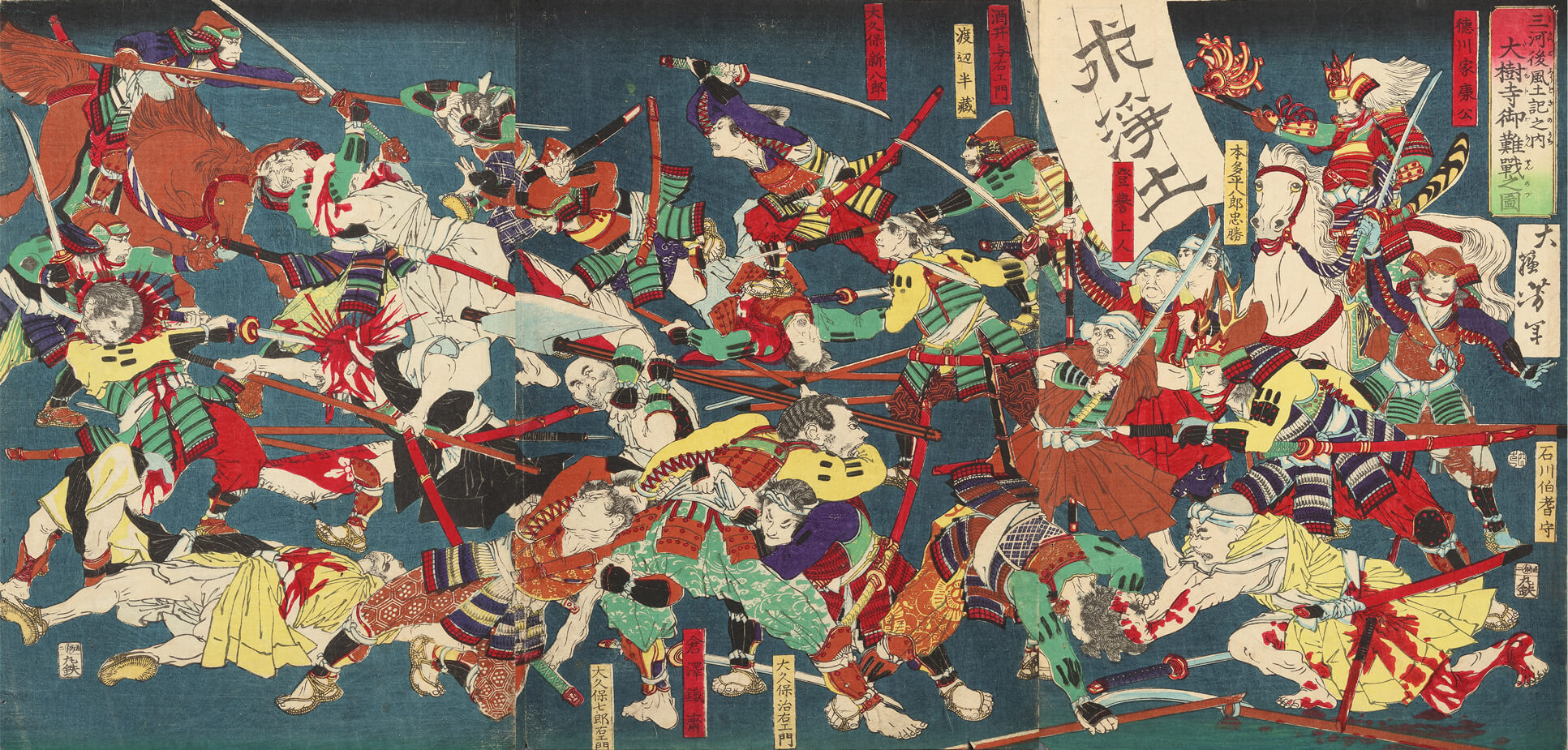
Pintura representando a segunda batalha de Azukizaka (1564)

A segunda Batalha de Azukizaka (小豆 坂 の 戦 い, Azukizaka no tatakai) ou Batalha de Batō-ga-hara (馬頭 原 の 戦 い, Batō-ga-hara no tatakai) ocorreu em 1564, quando Matsudaira Motoyasu (mais tarde renomeado Tokugawa Ieyasu, procurou destruir a crescente ameaça dos Ikkō-ikki, uma liga de monges, samurais e camponeses que eram fortemente contra o domínio dos samurais. As tensões entre os guerreiros e os Ikki estavam aumentando em Mikawa enquanto os Ikki resistiam aos esforços do samurai para sobrecarregar seus templos. A luta estourou em 1563 quando Suganuma Sada, um guardião Matsudaira entrou no templo Jōgū-ji em Okazaki, e confiscou seu arroz para alimentar seus próprios homens. Em retaliação, os monges atacaram o castelo de Suganuma e recuperaram o arroz de volta para Jōgū-ji, onde se barricaram. Quando Motoyasu enviou mensageiros ao templo para investigar a desordem, eles foram executados. Em outro incidente, o samurai Ikki atacou um comerciante na cidade-templo de Honshō-ji. Motoyasu lançou um ataque contra o templo, mas foi derrotado.
Em 15 de janeiro de 1564. Motoyasu decidiu concentrar suas forças na eliminação dos Ikki de Mikawa e procurou a ajuda de monges guerreiros do templo de Daiju-ji com quem tinha boas relações. Nas fileiras Ikki estavam alguns dos vassalos de Motoyasu, como Honda Masanobu e Natsume Yoshinobu , que se entregou à rebelião Ikki por simpatia religiosa. A batalha foi feroz e Motoyasu entrou em campo pessoalmente, desafiando o samurai inimigo e lutando na linha de frente, onde recebeu várias balas que perfuraram sua armadura, mas não conseguiram feri-lo. A conduta corajosa de Motoyasu na batalha convenceu muitos de seus oponentes samurais de Ikki a trocar de lado e os Ikki foram derrotados. No entanto, a batalha não significou o fim dos Ikki em Mikawa, Motoyasu continuou sua campanha para pacificar a província dos Ikki.